# 忆定村
忆定村，即现在的上海市长宁区江苏路495弄，以建设时临近的主干道路忆定盘路（今江苏路）命名，是上海市一处新式里弄小区。淞滬戰役前，在此居住的多为高级职员、知识分子。
2005年，该小区建筑被列为第四批上海市优秀历史建筑。

## 建筑特点
建筑为砖木结构三层楼现代风格建筑，均为联排式花园住宅，建筑的外墙面局部为斩假石面层，其它为水泥拉毛粉刷。住宅座北朝南，每幢建筑在南面都有近50平方米小院，钢窗、木拼板门、硬木地板、木楼梯，水暖、卫生设备齐全。
小区由24幢楼组成，另外建设了汽车库于弄内南端，共10间。小区占地4240平方米，建筑面积4020平方米（建筑面积一说6760平方米）。除3号、9号外，忆定村每幢的建筑面积均为150平方米。

## 历史
忆定村所在地原是北汪家弄地带的农田、村落和荒地，内有河流纵横。1934年，忆定村由中央银行购地建造。忆定村房屋建成后，售于静安寺路150号的西侨青年会，产权属青年会的全国协会。
在1991年，江苏路开始进行拓宽，而忆定村有一部分建筑在当时的规划红线内。由于汪定曾向规划部门提出了江苏路在此稍向西偏移的意见，从而完全保留了忆定村建筑。

## 知名居民
- 田福进：原国民政府财政部货币发行局副局长、中央银行副总裁。曾居住该小区17号，金圆券上有其签字。
- 汪定曾：建筑师，曹杨新村的主要设计者，也是原上海市副市长倪天增的老师[2]。其设计的曹杨一村也是第四批上海市优秀历史建筑。